# Volksaltar

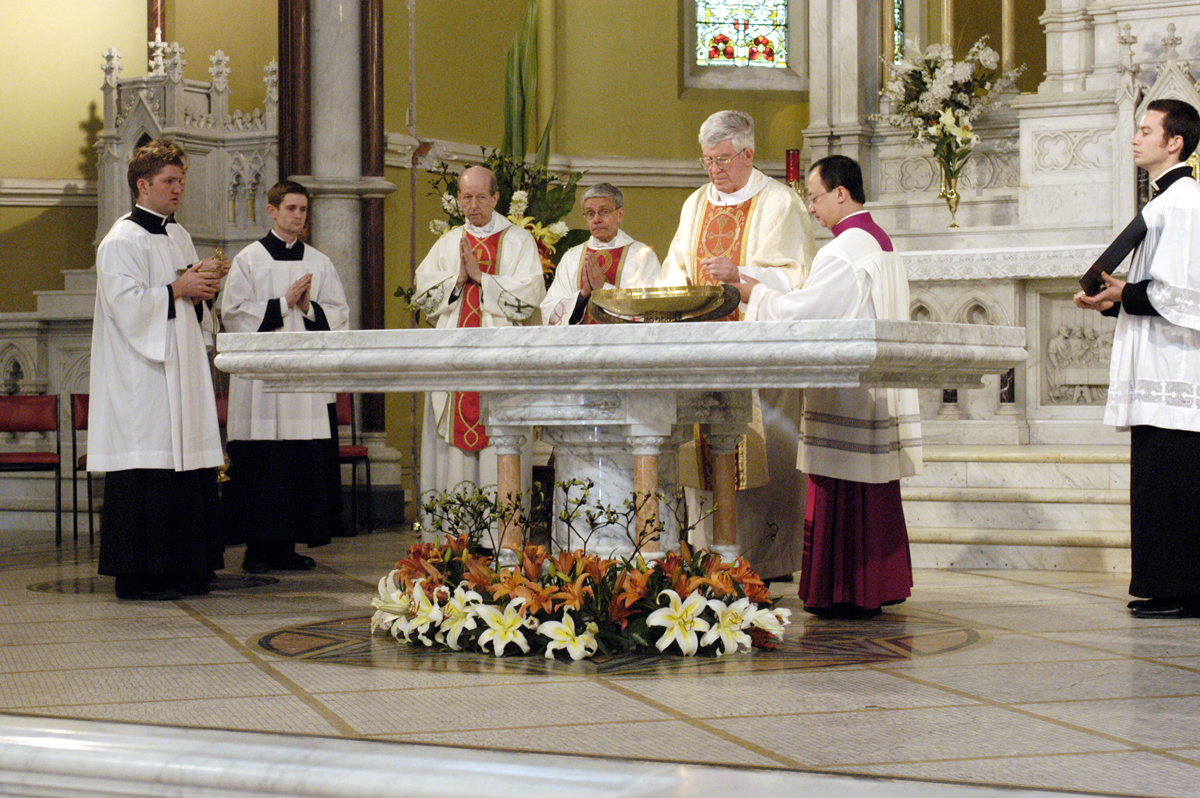
Konsekration eines Volksaltars

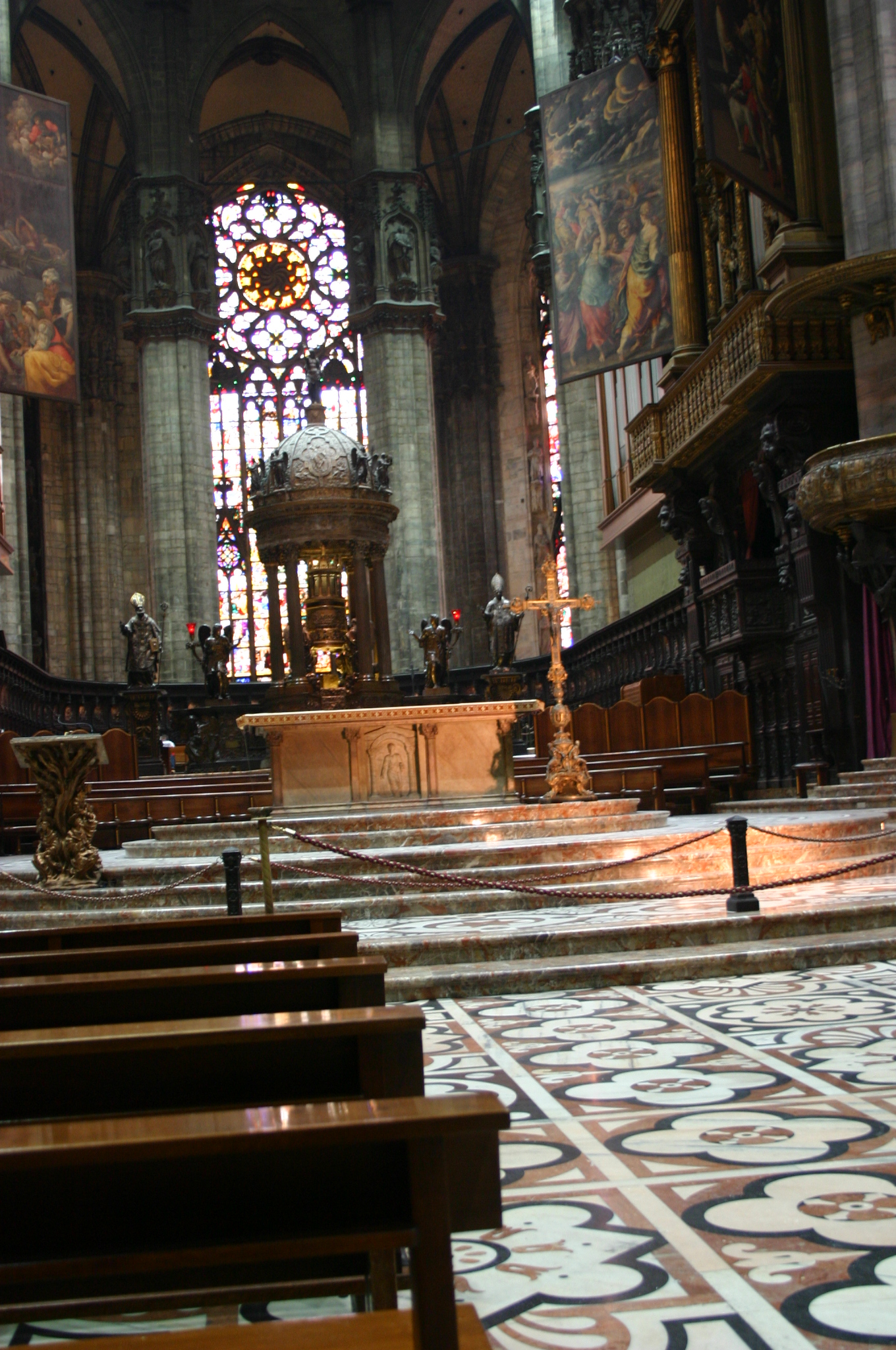
Mailänder Dom, Volksaltar

Als Volksaltar oder Zelebrationsaltar bezeichnet man heute im Allgemeinen den frei stehenden Altar in römisch-katholischen Kirchen, an dem der Priester den Eucharistieteil der heiligen Messe den Gläubigen zugewendet (versus populum) zelebriert. Ziel ist, dass die Mitfeiernden sich als um den Altar Versammelte erfahren. Der Altar ist „der Mittelpunkt der Danksagung, die in der Eucharistie vollzogen wird“ (Grundordnung des Römischen Messbuchs, Nr. 296). Er ist daher zugleich der wahre innere Osten des Glaubens, zu dem man aus beliebiger und unterschiedlicher Himmelsrichtung blicken kann.
Ist der Volksaltar ein feststehender, geweihter Altar, gilt er als der eigentliche Hauptaltar (altare maius, Hochaltar) der Kirche, selbst wenn sich der früher gottesdienstlich gebrauchte Hochaltar, etwa seines künstlerischen Wertes wegen, weiterhin im Kirchenraum befindet. Volksaltar ist somit zwar ein unter deutschsprachigen Katholiken geläufiger Ausdruck, jedoch kein Fachbegriff liturgierechtlicher oder überhaupt wissenschaftlicher Art. Dies gilt auch für die alternativ gebrauchte Bezeichnung Zelebrationsaltar (weil für die Zelebration der Gemeindemesse benutzt).

## Vorgeschichte

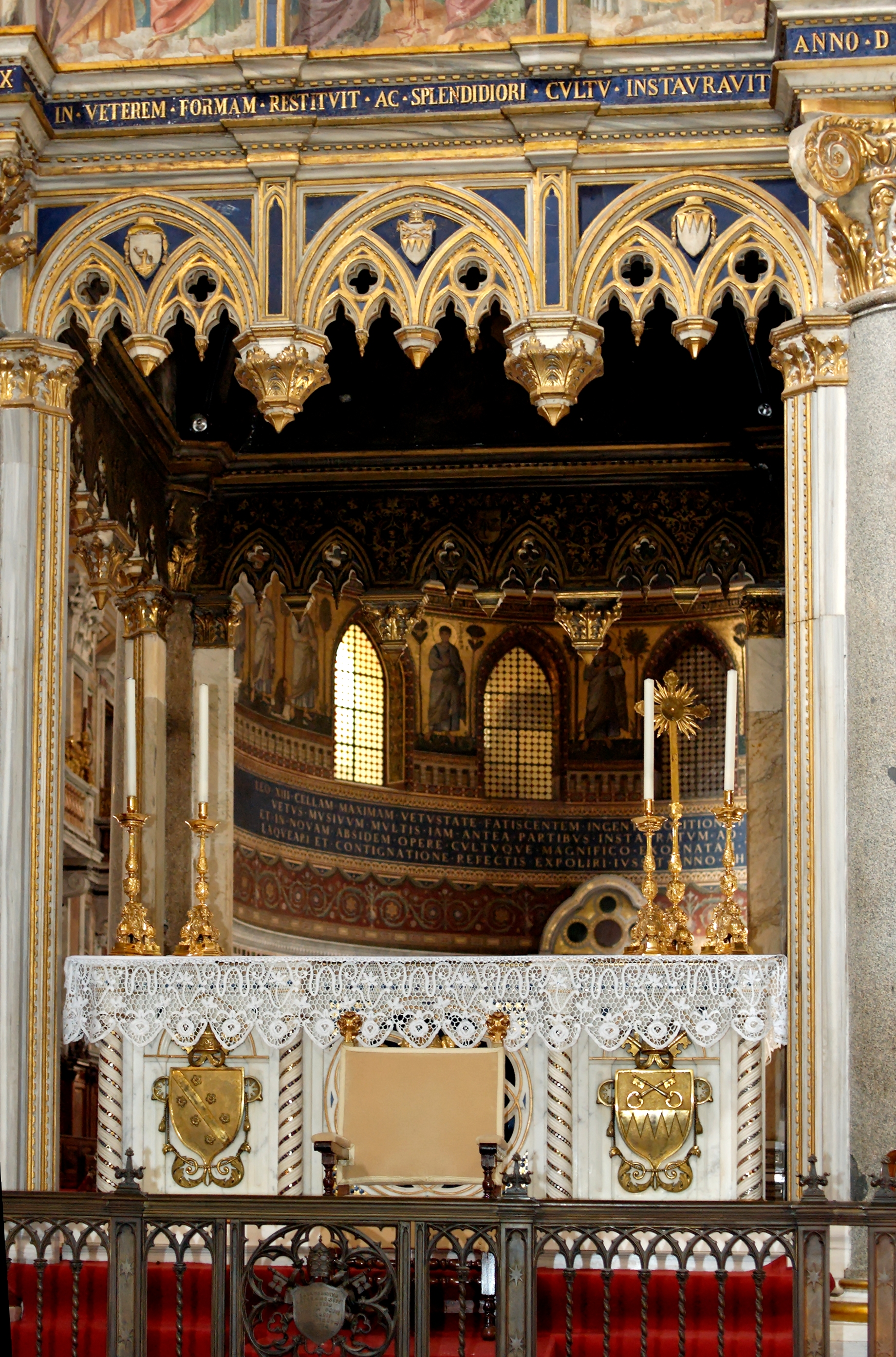
Freistehender Papstaltar der Lateranbasilika

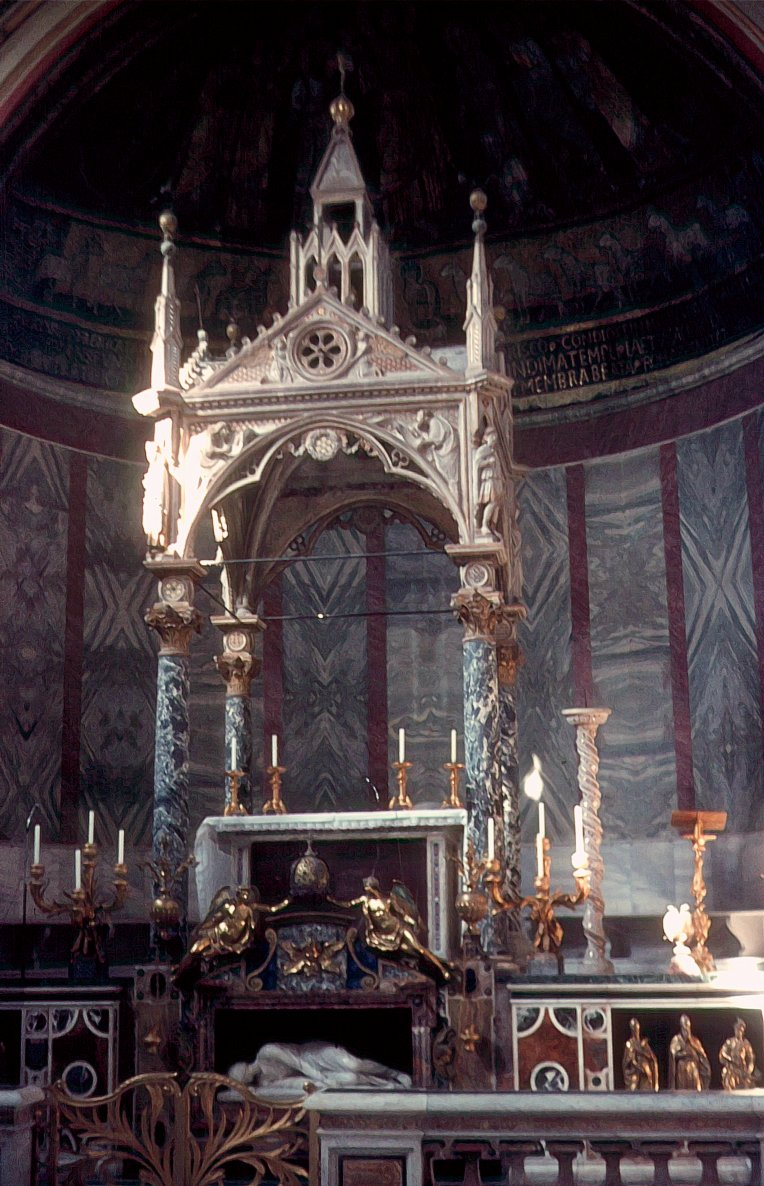
Altar von Santa Cecilia in Trastevere, um 1700. Der Altar steht, wie in römischen Kirchen üblich, im Westen des Gebäudes. Beim Gebet am Altar blickt der zelebrierende Priester sowohl nach Osten (zum Eingang der Kirche) wie zur mitfeiernden Gemeinde.

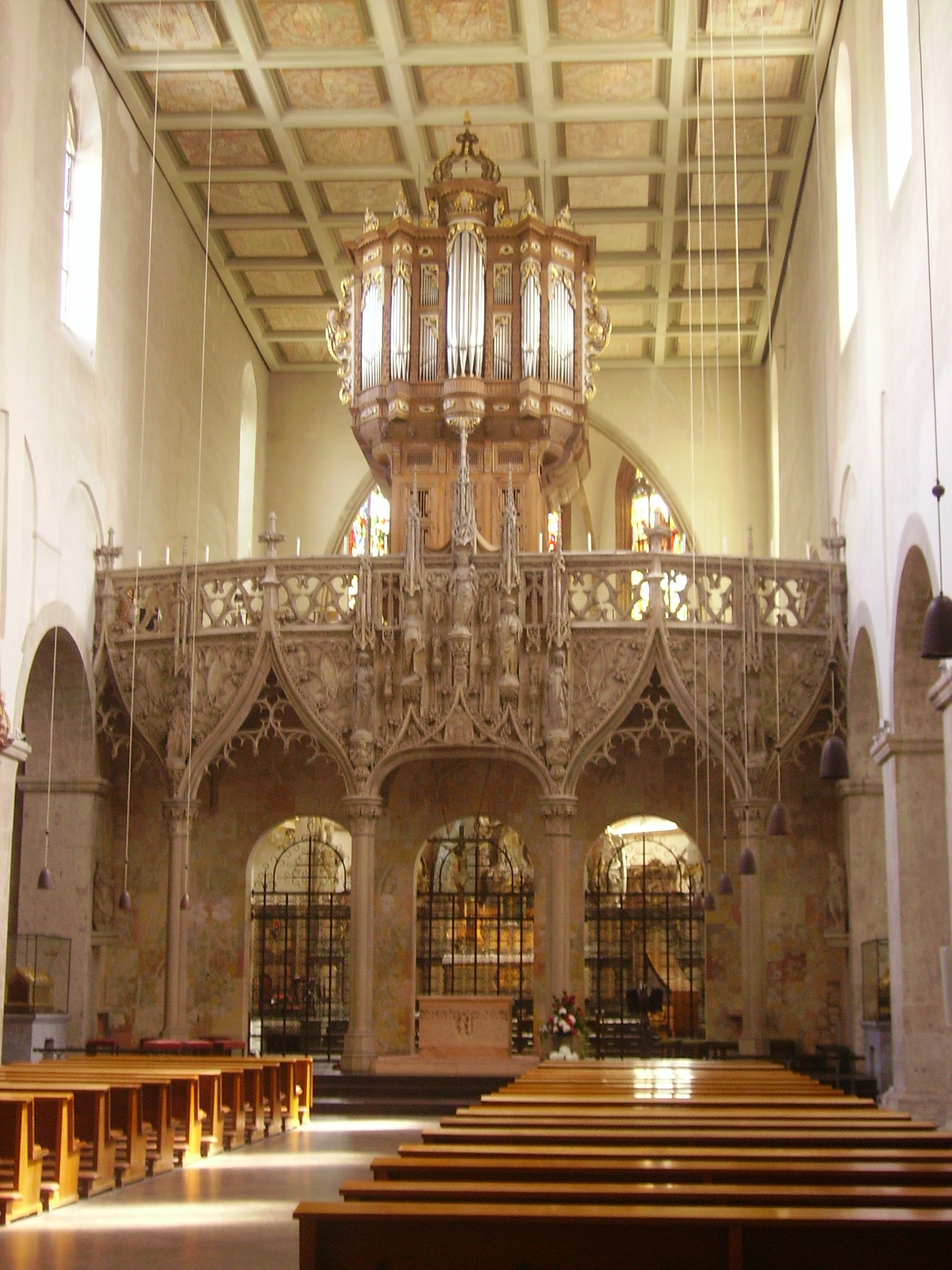
Lettner mit Volksaltar in der Kirche St. Pantaleon in Köln

In den ersten Jahrhunderten bildete die römische Thron- oder Palastbasilika das Vorbild für den christlichen Kirchenbau. Im Apsisscheitel standen die Kathedra des Bischofs und die halbrunde Priesterbank. Dadurch wurde ein hierarchisches Gegenüber von Priesterschaft und Volk ausgedrückt. Der Altar stand frei in der Apsis (im Westen oder Osten) und konnte umschritten werden. Freistehende Altäre der beschriebenen Art waren seit jeher die Hauptaltäre der großen „eingangsgeosteten“ Basiliken, z. B. in Rom von St. Peter und St. Johann im Lateran. Auch das Messbuch Papst Pius V. von 1570 und das Caeremoniale Episcoporum von 1600 rechnen weiterhin mit Altären und der Feier versus populum (zu den Christgläubigen gewandt), im Gegenüber von Vorstehern und Volk, bis hin zum Missale Romanum in der Fassung von 1962.
Bis in die Zeit nach der Reformation nahm der Lettner den Laien (in Klosterkirchen auch den Konversen) die Sicht auf den Hochaltar, vor dem Chorherren und die Priestermönche das Stundengebet und die Messe feierten. Vor dem Lettner, zwischen Hauptschiff und Chor, gab es meist einen oder zwei weitere Altäre. Einer war häufig dem Kreuz Christi geweiht und wurde daher auch als Kreuzaltar bezeichnet, später auch als Laienaltar, Gemeindealtar oder Messaltar.
Mit und nach dem Konzil von Trient setzte sich im katholischen Kirchenbau seit dem 16. Jahrhundert die pastoral motivierte Regel durch, den Gläubigen die unbehinderte Sicht auf das liturgische Geschehen am Hauptaltar zu ermöglichen (z. B. durch Entfernung vorhandener Lettner).
Im 20. Jahrhundert gab es im Zuge der Liturgischen Bewegung erste neuere Versuche mit „Volksaltären“, in Deutschland während der 1920er-Jahre – wie in der Krypta der Abtei Maria Laach, im Dom in Passau, in St. Paul (München) oder von Johannes Pinsk. Bei Messfeiern außerhalb des Kirchenraumes, etwa in Zeltlagern oder Heimen der katholischen Jugendbewegung, war es seit der ersten Hälfte des 20. Jahrhunderts allgemein üblich, den Altar in solcher Weise aufzustellen, damit die Mitfeiernden dem Handeln des Priesters wenigstens zuschauen und sich seinem meist leisen Beten anschließen konnten, denn in den üblichen „Stillmessen“ waren die Orationen und das Hochgebet vor dem Einsatz von Mikrofonen nicht zu hören. Am Vorabend des Zweiten Vatikanischen Konzils war der Wunsch, die heilige Messe um einen frei stehenden, zum Volk gewandten Altar zu feiern, vor allem in der Liturgischen Bewegung, verfestigt, zumal in dieser Zeit eine auf Priestersitz, Ambo und Altar verteilte Stellung der Zelebranten kaum, nämlich nur beim Pontifikalamt, erfahrbar war. Der Kölner Erzbischof Josef Kardinal Frings beispielsweise griff diese Tendenz auf und schrieb 1956: „Es entspricht unserer visuell eingestellten Zeit, dass die Gläubigen heute sehen wollen, was am Altar geschieht, und es entspricht dem demokratischen Zuge unserer Tage, dass der Unterschied zwischen geweihten Priestern und Laienschaft nicht stärker als notwendig betont wird. Unsere Zeit hat ferner bei allem Subjektivismus und Individualismus eine große Sehnsucht nach Gemeinschaft und besitzt darum ein tiefes Verständnis für Kirche als Gemeinschaft.“

## Liturgiereform (seit 1964)
Über die Schaffung und Installation von „Volksaltären“ gibt es keine detaillierten Vorschriften in Sacrosanctum Concilium (SC), der Liturgiekonstitution des Zweiten Vatikanischen Konzils. Der Begriff „Volksaltar“ fehlt in den Dokumenten des Konzils gänzlich. Zudem belegen detaillierte Forschungen des Kirchenhistorikers Stefan Heid, dass die alte Kirche keine solchen Volksaltäre kannte.
Die Konstitution über die Liturgie verlangt grundsätzlich, dass der Kirchenraum sorgfältig so einzurichten ist, dass die tätige und bewusste Teilnahme der Gläubigen erreicht werden kann (SC 124), ferner eine Revision von „Gestalt und Errichtung der Altäre“, damit sie „der erneuerten Liturgie“ entsprechen (SC 128). Während des Konzils (1962 bis 1965) wurde in der Konzilsaula, dem mit dem Eingang geosteten Petersdom, die Eucharistie so zelebriert, dass der Hauptzelebrant ad orientem (nach Osten) blickte, die als Gläubige mitfeiernden Konzilsväter jedoch nach Westen zum Altar. Diese Zelebrationsrichtung wurde schon seit den Zeiten des Konzils von Trient als Feier versus populum, in Richtung der mitfeiernden Teilnehmer, wahrgenommen und rubrizistisch in dieser Weise bezeichnet.
Ab dem 7. März 1965 besteht die 1964 den versammelten Konzilsvätern vorab zur Kenntnis gebrachte kirchliche Vorschrift, dass der Hauptaltar künftig, also bei Neu- und Umbauten, „freistehend“ zu errichten ist, und zwar mit zwei ausdrücklich genannten Zielen: damit der Priester ihn zur Inzens umschreiten und außerdem an ihm zum Volke hin zelebrieren kann (Instruktion Inter Oecumenici vom 27. September 1964 Nr. 91). In jedem Fall soll der Altar, zugleich Zeichen des Ecksteins Christus, die „Mitte sein, auf die sich die Blicke der Versammlung richten“. Das erklärte Ziel der Liturgiereform war mithin nicht die Restauration einer historischen Situation des Kirchenbaus („liturgischer Archäologismus“), sondern die Förderung die Aufmerksamkeit der Gläubigen entsprechend dem Grundprinzip der bewussten und tätigen Teilnahme (vgl. SC 124. 128).
Damit war eine der sichtbarsten Änderungen eingeleitet, die das Zweite Vatikanum in die Liturgie der römisch-katholischen Kirche gebracht hat. Für ungünstige Situationen eines gegebenen Altarstandortes empfahlen die deutschen Bischöfe schon 1965, in der Nähe der Gemeinde zusätzlich einen würdigen Tischaltar aufzustellen. Für ihn bürgerte sich bald die Bezeichnung „Volksaltar“ ein.
Die Vorschrift von 1964/5 fand 1969 unter Papst Paul VI. Eingang in die Allgemeine Einführung in das Römische Messbuch (AEM Nr. 262) und wurde 2002 unter Papst Johannes Paul II. wiederholt, jetzt mit dem ausdrücklichen Zusatz: quod expedit ubicumque possibile sit, „Das empfiehlt sich überall, wo es möglich ist“ (Grundordnung des Römischen Messbuchs [2002] Nr. 299). Bereits 1983 hatte die Italienische Bischofskonferenz vorgeschrieben: „L’altare fisso della celebrazione sia unico e rivolto al popolo – Der feststehende Altar der Feier sei ein einziger und dem Volk zugewandt.“ Nach Interpretation der Kongregation für den Gottesdienst und die Sakramentenordnung von 2000 ist damit keine Verpflichtung ausgesprochen, sondern die Empfehlung der Zelebration zum Volk hin. Die zur gottesdienstlichen Versammlung hingewandte Zelebrationsweise erscheine angemessener, da sie die Kommunikation vereinfache; allerdings sei die andere Möglichkeit nicht ausgeschlossen. Bei einer Entscheidung über die jeweils geeignete Anordnung des Altars sind Faktoren zu berücksichtigen wie die räumliche Anlage, der verfügbare Platz, der künstlerische Wert des bestehenden Altars oder das Empfindungsvermögen der Gottesdienstgemeinde.
Ergänzende kirchliche Vorschriften zielen auf: die Benutzung allein eines Altares (Symbol des einen Christus), die zeitliche Begrenzung provisorischer Lösungen, den Erhalt künstlerisch wertvoller historischer Altäre (gegebenenfalls ohne liturgische Nutzung).

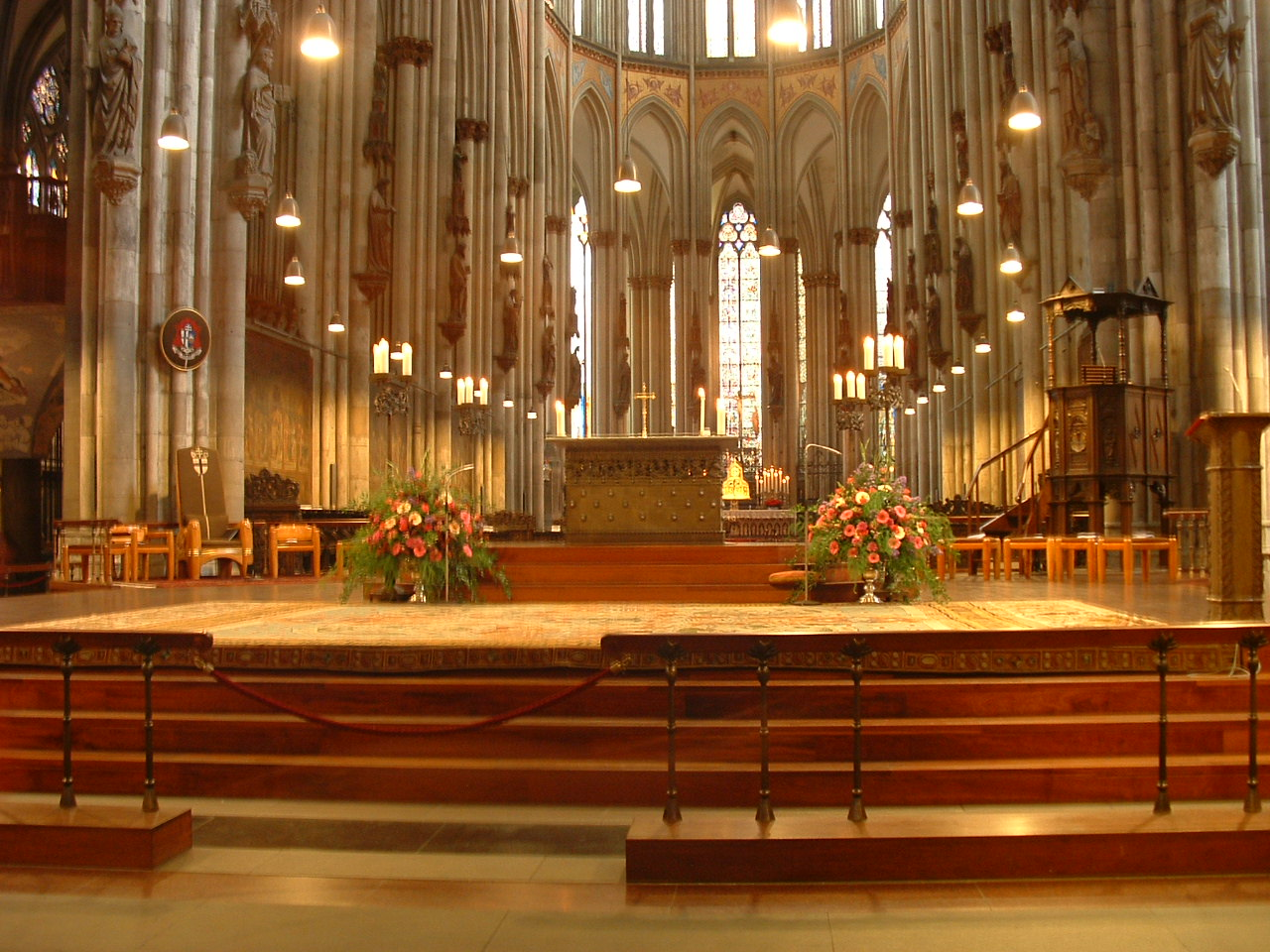
Kölner Dom, Volksaltar, 1956–1960

Waren die „Volksaltäre“ in den Kirchen nach dem Zweiten Vatikanum zunächst häufig nur Provisorien, sind sie inzwischen weithin durch ordentlich konsekrierte („geheiligte“) Altäre, also durch einen echten „Hauptaltar“ (Hochaltar), abgelöst. „Nur auf ihm dürfen die heiligen Feiern stattfinden. Damit die Aufmerksamkeit der Gläubigen nicht vom neuen Altar abgelenkt wird, soll der alte keinen besonderen Schmuck erhalten.“ (Grundordnung des Römischen Messbuchs [2002] Nr. 303). Der zum Volk gewandte Altar („Volksaltar“) steht als neuer Hauptaltar der Kirche meist unter der Vierung oder dem Triumphbogen, in nach dem Zweiten Vatikanischen Konzil neu begonnenen Kirchenbauten auch oft praktisch in der Mitte der versammelten Gläubigen, vor allem in den Kirchen, in denen die Bänke von drei Seiten auf den Altar ausgerichtet sind.
Wo immer aber ein christlicher Altar steht, ist er ein herausgehobenes Symbol für Christus, zu dem Christen beim Gebet sich ausrichten oder um den sie sich versammeln können. Geist und Gebet am Altar richten sich immer, ob vom Vorsteher mit Rücken oder Gesicht zur Gemeinde gesprochen, zu Gott hin (ad Dominum). Einen Gegensatz von versus populum und ad Dominum gibt es folglich nicht. In diesem Sinne hat Kardinal Schönborn, Erzbischof von Wien, die Praxis beider Zelebrationsrichtungen 2007 gebilligt und ausdrücklich verteidigt.

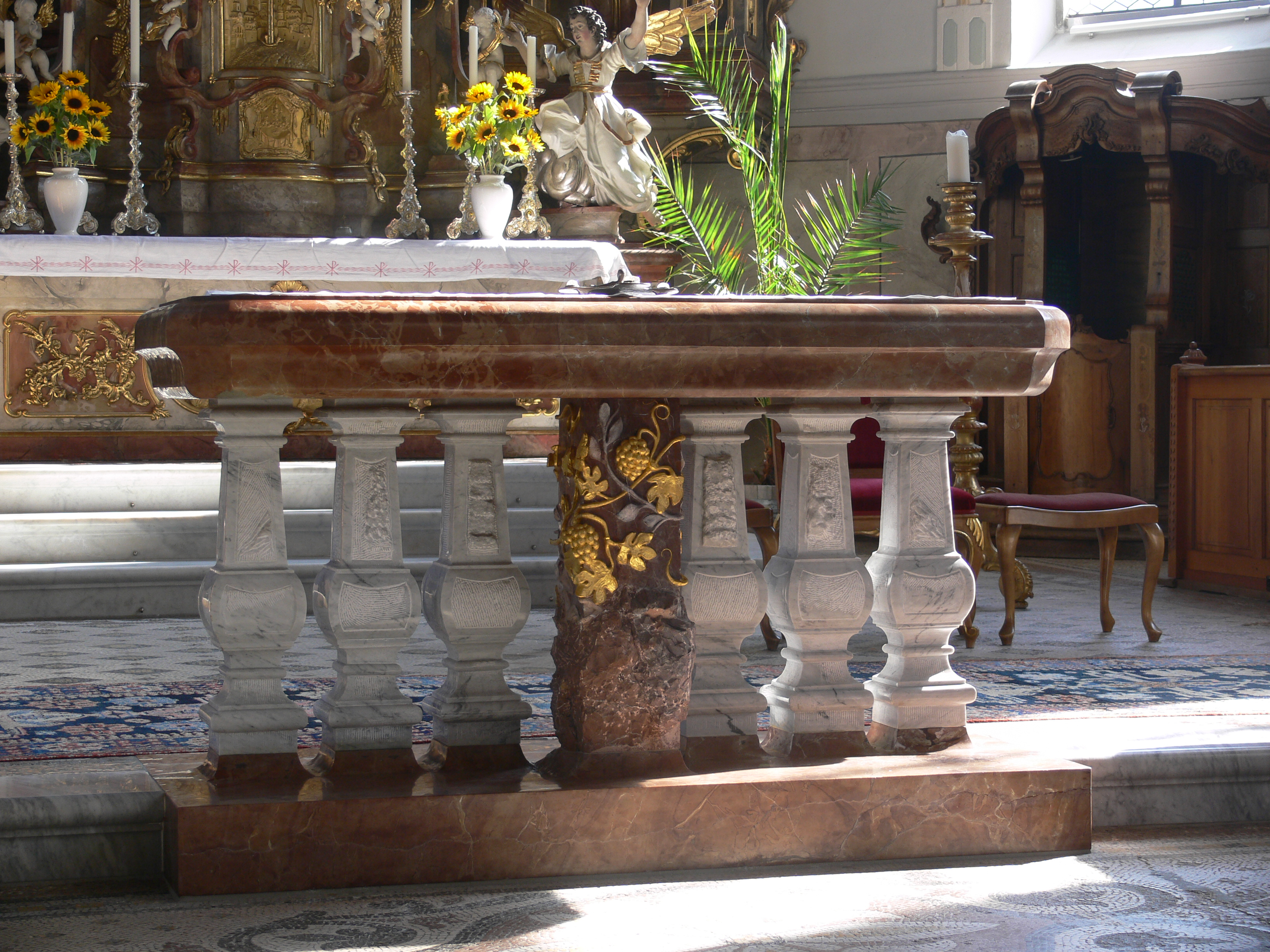
Volksaltar, Pfarrkirche Scheidegg

Da nicht in jedem bestehenden Kirchengebäude ein neuer „Volksaltar“ eingerichtet werden muss oder kann, ist für die Eucharistiefeier die Ausrichtung des Priesters zur Gemeinde nicht vorgeschrieben. Sie gilt generell als vorteilhaft, aber nicht als notwendig. Daher berücksichtigen die Rubriken des heutigen Missale Romanum beide möglichen Ausrichtungen des zelebrierenden Priesters: Mit dem Gesicht zu Altar und Gemeinde (versus populum) bzw. mit dem Rücken zur Gemeinde (versus absidem).

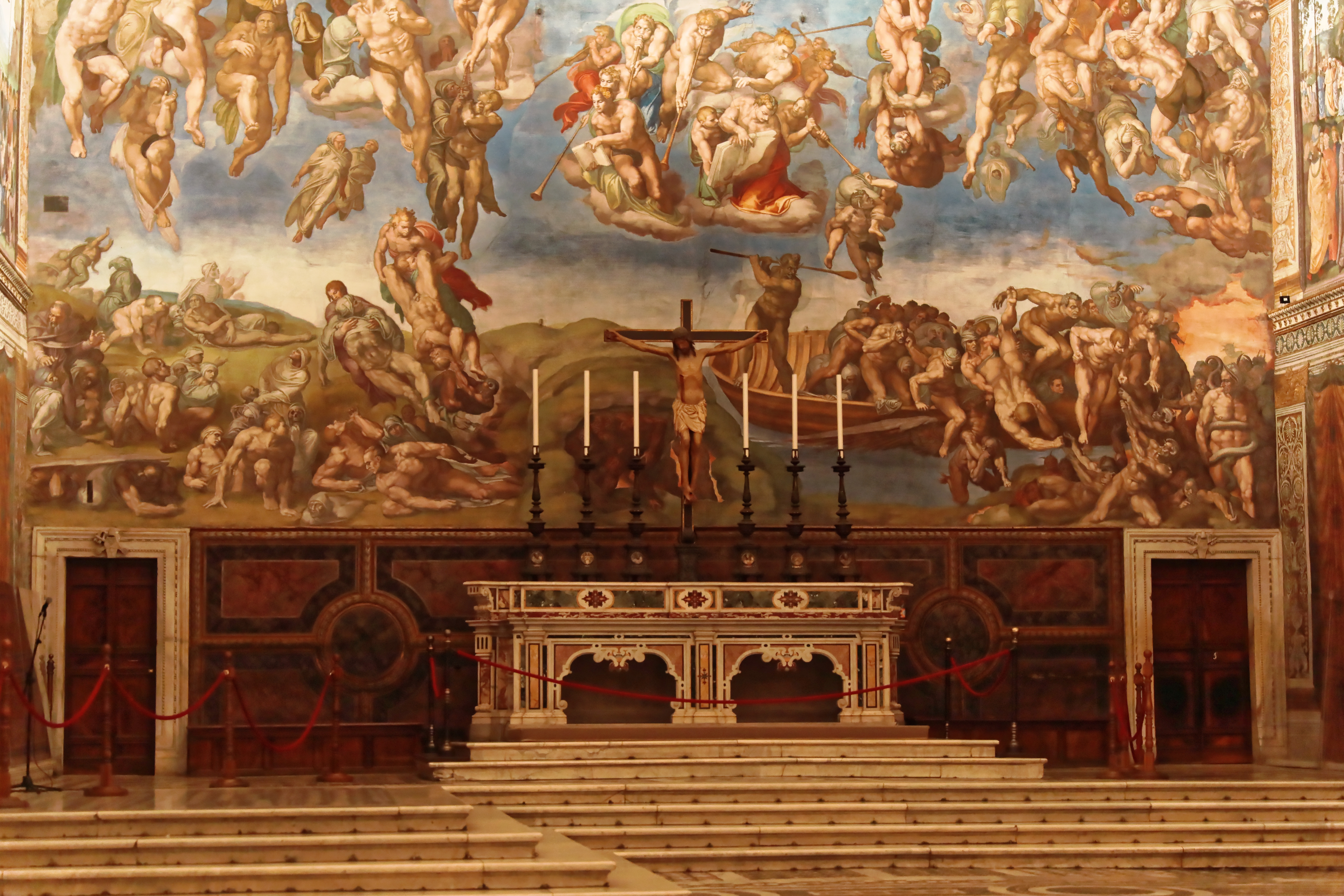
Tabernakelloser Altar an der Westwand der Sixtinischen Kapelle

In der Rezeptionsgeschichte des Volksaltars vertritt Joseph Ratzinger einen differenzierten Standpunkt zwischen dem freistehenden Altar und der Stellung des Priesters am Altar, wobei „zum Allerheiligsten hin zu zelebrieren nie der Sinn der bisherigen Zelebrationsrichtung [war], die man auch schwerlich mit der ‚Zuwendung zum Altar‘ kennzeichnen kann“. Die heilige Messe vor dem Allerheiligsten, z. B. als Segenmesse, wäre, „gegen jede theologische Logik“ und „offensichtlich sinnlos“. Papst Benedikt XVI. wollte zur Betonung der kosmischen Dimension der Liturgie die gemeinsame Gebetsrichtung von Priester und Gemeinde „auf den Herrn hin“ anregen. Schon als Theologe hatte er 1966 beim Katholikentag in Bamberg die „Volksaltarwelle“ kritisiert und gefragt, ob es nicht eher im Sinne des Konzils sei, den „Neuklerikalismus“ der Zelebration im Gegenüber von Vorsteher und Volk dadurch zu verhindern, dass alle sich gemeinsam, in gleicher Richtung, zu Gott hinwenden und rufen: „Vater Unser“. Nicht betroffen sein konnte von dieser Kritik das seit jeher übliche Gebet im Gegenüber von Vorsteher und übriger Gemeinde im Wortgottesdienst der Messfeier. Seit Januar 2008 feierte Papst Benedikt XVI. in der gewesteten Sixtina die hl. Messe am historischen Hochaltar – also mit dem Gesicht zum Altarkreuz (und zum Westen) und nicht wie seine Vorgänger an einem mobilen, jeweils für die Feiern aufgestellten Volksaltar nach Osten und zu den Gläubigen hin. Bei größeren Papstmessen in Rom und anderswo zelebrierte auch Papst Benedikt XVI. die Liturgie versus populum, gerne vor einem großen Altarkreuz. Papst Franziskus ließ den zwischenzeitlich entfernten Volksaltar der Sixtinischen Kapelle für seine erste Messfeier als Papst am 14. März 2013 wieder aufstellen und feiert innerhalb wie außerhalb Roms die Messe in der Regel zu den Gläubigen gewandt.
Der Kirchenhistoriker Stefan Heid führt anhand der frühen Altäre in den Hauptkirchen St. Peter, St. Paul und der Lateranbasilika aus, es handle sich bei den nach dem Zweiten Vatikanischen Konzil eingeführten Volksaltären nicht um eine Erneuerung frühkirchlicher Altäre, da die alte Kirche keine solchen Volksaltäre kannte. Aus diesem Grund habe schon Josef Andreas Jungmann 1967 vom „neuen Altar“ gesprochen. Der Altar stand zwar meist frei im Raum, der Priester zelebrierte jedoch nach Osten gewendet. Wichtig für die alte Kirche sei die Ostwendung der Zelebranten gewesen, deren Prinzip Sible de Blaauw zufolge auch für Rom galt. Wie z. B. die gewestete Sixtinische Kapelle zeigt, wurde jedoch die reale Ostung selbst in der päpstlichen Liturgie seit Jahrhunderten nicht mehr beachtet.

## Gebetsrichtung und Orientierung (Kirchenarchitektur)

### Herleitungen

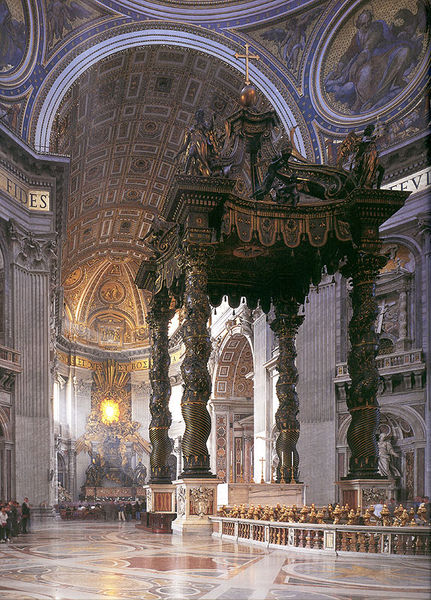
Freistehender Hauptaltar des Petersdoms unter dem Bernini-Baldachin

Der Kult im Tempel zu Jerusalem war nach dem im Westen gelegenen Allerheiligsten ausgerichtet (versus occidentem). Seit etwa dem zweiten Jahrhundert beten Christen mit Vorliebe Richtung Osten – dem Ort des Paradieses und der erwarteten Wiederkunft Christi – gewandt; in Gebäuden zieht ein Teil der Gläubigen den freien Blick zum Himmel durch Tür oder Fenster der Ostrichtung vor. Die Änderung der Richtung folgte möglicherweise auch aufgrund einer Prophetie des Ezechiel, der Wasser von der rechten Seite des Altares (= von Osten) kommen sah, welches alle, zu denen es kam, rettete. Dies verstand man als Prophezeiung der Taufe.

### Frühchristlicher Kirchenbau
Das Prinzip der Gebetsostung beeinflusste auch den Kirchenbau, so dass die überwiegende Mehrheit der frühchristlichen Kirchen nach Osten ausgerichtet waren. Auch die nach der Konstantinischen Wende im 4. Jahrhundert errichteten monumentalen Kirchengebäude waren in aller Regel nach Osten (versus orientem) ausgerichtet. Anfangs wurden Kirchen mit der Apsis nach Westen ausgerichtet. In diesem Fall war die Eingangsfassade geostet. In letzterer Weise sind die konstantinischen Bauten in Jerusalem (Grabeskirche), Antiochien, Tyros und vor allem in Rom (St. Peter, St. Johann im Lateran, Santa Croce in Gerusalemme, Santa Cecilia, Sant’Alessio, S. Giorgio al Velabro, S. Nicola In Carcere, Santi Nereo e Achilleo, Sant’Agata dei Goti, San Pancrazio, San Saba usw.) sowie in dem römischen Beispiel folgenden Kirchen vor allem in Nordafrika, wo man die römischen Gewohnheiten übernahm, zu nennen. Im Fall der „gewesteten“ („eingangsgeosteten“) Kirchen betete der Hauptzelebrant zugleich in östlicher Richtung wie mit dem Gesicht zur Gemeinde (ad orientem, versus populum), die Gläubigen jedoch blickten gewöhnlich zum Altar hin, also nach Westen. Rechts neben dem Hochaltar in St. Peter, nicht auf ihm, erhob sich ein großes Kreuz auf einem Ständer. Alle Mitfeiernden beteten mit zum Himmel erhobenen Augen, nicht gezielt auf Altar oder Altarkreuz. Im Vergleich mit der Gesamtzahl der Kirchen handelt sich bei den eingangsgeosteten Kirchen um – allerdings prominente – Ausnahmen.
Während verschiedene Theorien zu eingangsgeosteten Kirchen aufgestellt wurden, ist schließlich festzustellen, dass sie zum einen das Ergebnis einer baugeschichtlich komplizierten Entwicklung sind, die im Kontext der städtischen Gegebenheiten zu interpretieren ist. Zum anderen hängt diese Ausrichtung aber auch mit der Verehrung der Märtyrerreliquien zusammen.
So war der erste Petersdom (Alt-St. Peter), wie auch der spätere Renaissancebau eingangsgeostet. Die Reliquien des Petrus wurden in der (im Westen liegenden) Apsis im Apostelschrein aufbewahrt. Der Altar stand vor dem Apostelschrein, so dass der Zelebrant zu diesem hin schaute, obwohl er damit, wie auch die Gläubigen, nach Westen blickte. Der Papst hielt somit zwischen dem 4. und 6. Jh. in Alt-St. Peter die Ostrichtung nicht ein. Der Altar wurde dann aber unter Gregor dem Großen verändert, wobei eine Confessio angelegt wurde, über der der neue Altar posiert wurde. So hat man im Zuge der mehr und mehr aufkommenden Einheit von Eucharistiefeier und Märtyrerverehrung, deren Ursprünge in die erste Hälfte des 4. Jahrhunderts zurückgehen, die Confessio mit dem Altar verbunden. Damit entstand eine neue Situation: Der Altar stand nun über dem Märtyrergrab, und zwar so, dass aus architektonischen Gründen der Zugang zum Altar nur von der Westseite möglich war, so dass der Zelebrant sowohl in Richtung Osten als auch in Richtung der Märtyrerreliquien schaute. Durch die Hinwendung zu den Reliquien und damit auch nach Osten, schaute der Zelebrant in den Kirchenraum hinein. Intendiert war aber nicht zuerst die Zelebration versus populum, die sich vielmehr daraus ergab, dass der Zelebrant nach Osten und zu den Apostelreliquien schaute, sondern eben die Ausrichtung zu den Reliquien und nach Osten. Stefan Heid folgert daraus: „Wenn eine Kirche eingangsgeostet war, kam es eher zufällig und unbeabsichtigt zu der Konstellation, dass der Priester am Altar zum Volk schaute.“
Diese Anordnung übernahm man im 16. Jahrhundert für alle päpstlichen Basiliken, ohne auf deren Ausrichtung zu achten.
In anderen Regionen des Abendlandes baute man mehrheitlich „apsisgeostete“ Kirchengebäude, in denen sich alle Gottesdienstteilnehmer, Vorsteher wie Gläubige, nach Osten hin ausrichteten. In den folgenden Jahrhunderten verliert die Frage der Himmelsrichtung im abendländischen Kirchenbau an Bedeutung. Die Praxis, Kirchen gezielt an Sonnenauf- oder -untergang auszurichten, endete um das 15. Jahrhundert. In der Sixtinischen Kapelle des Papstes z. B. steht der historische Altar an der Westwand, ist eine Ostung der Zelebration mithin nicht möglich. Mit und nach dem Konzil von Trient setzte sich im katholischen Raum seit dem 16. Jahrhundert die pastoral motivierte Regel durch, den Gläubigen die unbehinderte Sicht auf das liturgische Geschehen am Hauptaltar durch das Entfernen von Lettnern zu ermöglichen. Hinsichtlich der Zelebrationsrichtung wurde vom Tridentinum keine Vorschrift erlassen. Karl Borromäus († 1584) zufolge wird „am Hochaltar gewöhnlich die Messe entsprechend dem kirchlichen Ritus von einem Priester mit dem Gesicht zum Volk gefeiert“, wenn der Hochaltar „in Richtung Westen“ zeigte. Das Messbuch Papst Pius V. von 1570 und das Caeremoniale Episcoporum von 1600 – also die „tridentinische Liturgie“ – erwähnt die Praxis der Feier versus populum (zu den Christgläubigen gewandt) allerdings ausschließlich bei eingangsgeosteten Kirchen („Si altare sit ad orientem, versus populum“). Diese Rubrik blieb bis hin zum Missale Romanum in der Fassung von 1962, die zur Zeit des Zweiten Vatikanums in Geltung war, erhalten.
In der Ostkirche blieb die Ostung der Kirche und des Altares vom frühen Christentum (ausgenommen die zeitgenössischen Kathedralen von Jerusalem und Antiochien) bis heute gewöhnlich erhalten. Doch wurden manche, durchaus gewichtige Vorstehergebete auch in den Ostkirchen in westliche Richtung, zur Gemeinde hin, gesprochen, zum Beispiel bei den Ordinationen und Segensgebeten über Personen. In der heutigen byzantinisch-orthodoxen Form der Jakobus-Liturgie ist die Feier mit Blick der Priester zum Volk die Regel. In den Katholischen Ostkirchen, aber auch z. B. in der Rumänischen Orthodoxen Kirche, gewinnt die Zelebration versus populum zunehmend Verbreitung.

### Hypothese vom frühchristlichen Volksaltar
Otto Nußbaum legte 1965 die These vor, dass sich die allgemeine Ostung der Apsis beim Kirchenbau erst ab dem 4. Jahrhundert durchsetzte, was auch den Gottesdienst beeinflusst habe. Das Gegenüber von Zelebrant und Gemeinde sei damit weithin (außerhalb nicht zuletzt Roms) durch das gemeinsame Beten in Richtung Osten abgelöst worden. Laut Nußbaum stand der Zelebrant erst nach dem 4. Jahrhundert vor dem (freistehenden) Altar generell mit dem Rücken zur Gemeinde und behielt diesen Standort auch überall bei, wo beim Kirchenbau auf eine bestimmte Himmelsrichtung, einschließlich der Ostung selbst, nicht mehr geachtet wurde. Die Kathedra des Bischofs wurde in der Folgezeit zunehmend häufig aus dem Zentrum an die Seitenwand des Chores verschoben, der Altar wanderte gegen den Apsisabschluss und erhielt im Mittelalter in vielen Kirchen Aufbauten mit Retabel und gegebenenfalls Tabernakel.
Nußbaums These, die bereits von Joseph Braun und Nußbaums Lehrer Theodor Klauser vertreten wurde, stieß vor allem bei Klaus Gamber, aber auch bei Marcel Metzger auf scharfe Kritik. Metzger wandte vor allem Bedenken gegen die Auswertung der durch Nußbaum erhobenen Daten ein. Die Forschungen von Gamber und Metzger stehen Nußbaums Argumentation diametral gegenüber, denn sie erklären – im Gegensatz zu Nußbaum –, dass zunächst die Ostung die übliche Ausrichtung der Kirchen, der Altäre und der zelebrierenden Priester gewesen sei. Die frühchristliche Praxis der Gebetsostung habe sich unmittelbar auf die Nutzung des Altares und den Standort des Zelebranten am Altar ausgewirkt, so dass der Zelebrant, um der Ostung gerecht zu werden, bei geosteter Apsis in die gleiche Richtung schaute wie die Gläubigen. Wenn es auch manche und selbst prominente Ausnahmen gegeben habe, so sei doch bereits vor der Konstantinischen Wende (313) in den meisten Kirchen bzw. kirchlichen Gebäuden die Apsis geostet gewesen. Der freistehende Altar hatte unter der Apsis gestanden. Die innere Logik erforderte nun, dass der Bischof oder Priester nach Osten schaute und daher ad orientem, in die Apsis schauend zwischen Altar und Gemeinde stand. Er sei also – im Gegensatz zum heutigen Volksaltar – nicht hinter dem Altar gestanden, sondern durchgängig an der Westseite des Altares. Obwohl Josef Andreas Jungmann der Einführung des Volksaltares nicht gänzlich abgeneigt war, kam er doch zu dem Urteil: „Die oft wiederholte Behauptung, daß der altchristliche Altar regelmäßig die Wendung zum Volke voraussetzte, erweist sich als Legende.“
In den letzten Jahren wurde Nußbaums These auch von Uwe Michael Lang und Stefan Heid kritisch beleuchtet. Letzterer erklärte dazu: „Für den frühchristlichen Altar hat als Grundregel zu gelten, dass der Zelebrant jeweils auf der westlichen Seite am Altar steht und nach Osten schaut.“ Der Zelebrant blickte dabei mit erhobenen Händen, aufschauend zu Gott. Diese Gebetsausrichtung spiegelt die Hinwendung zur aufgehenden Sonne, ein Symbol für Christus, wider und ist ein religiöses Erbe des Juden- und Heidentums, das die Christen übernahmen.
Nach Gamber, Lang und Heid kam also die Zelebration ad orientem nicht irgendwann auf, wie es Nußbaum erklärte, sondern war von Anfang an eine Grundregel des christlichen Gebetes und, soweit es die Zelebranten betraf, der Liturgie. Franz Joseph Dölger stellte in den 1920er-Jahren durch seine historischen Forschungen fest, dass sich dieses liturgische Prinzip bereits um 200 n. Chr. überall etabliert hatte. Nach Heid sei die Gemeinsamkeit des frühchristlichen Altares und des heutigen Volksaltares rein auf die Äußerlichkeit zu reduzieren, dass beide freistehend sind. Heid erklärt als ihm wesentlichen Unterschied: „Der liturgische und theologische Sinn der frühkirchlichen Altargestaltung steht der heutigen Handhabung des Volksaltares in der römisch-katholischen Welt geradezu diametral gegenüber.“ Der Sinn für die Orientierung sei allerdings im Westen mit dem „Exil“ in Avignon (1307–1377) verlorengegangen, so dass der Kirchenbau in der Lateinischen Kirche von da an nicht mehr durch die Ostung bestimmt wurde. Obwohl die Ausrichtung der Kirche nicht mehr streng beachtet wurde, blieb die Gleichrichtung von Priester und Volk, von nicht wenigen historischen Ausnahmen und dem Standort der Kathedra abgesehen, bis zur Liturgischen Bewegung des 20. Jahrhunderts erhalten, so dass es bis dahin keinen Volksaltar im modernen Sinn gab.